# Ischnotoma par
Ischnotoma par är en tvåvingeart som först beskrevs av Walker 1856.  Ischnotoma par ingår i släktet Ischnotoma och familjen storharkrankar. Inga underarter finns listade i Catalogue of Life.